# 公孫表
公孫表（360年—423年），字玄元，燕郡廣陽縣（今北京市房山区）人。北魏時期將領，曾參與侵宋戰役，因毛德祖離間加上積怨而為魏帝所殺。

## 生平
公孫表初於西燕遊學，獲西燕帝慕容沖任命為尚書郎。394年，後燕滅西燕，公孫表就遷居至後燕都城中山（今河北定州市）。397年，後燕帝慕容寶因受到北魏進攻而棄守中山，中山不久亦為北魏所佔，公孫表於是歸魏。公孫表後曾出使東晉，拜尚書郎，後轉任博士。
公孫表後來參功勞將軍拓跋屈軍事，並於永興五年（413年）隨同討伐吐京叛胡，可是戰敗。因公孫表曾勸諫拓跋屈，故得魏明元帝拓跋嗣讚賞，賜爵固安子。神瑞二年（415年），河西飢胡劉虎等於上黨郡叛變，公孫表奉命鎮壓。拓跋嗣原本命令公孫表要與後秦洛陽守將聯絡，在黃河南岸整備後才進攻，可是公孫表見叛胡內亂，似乎快要解散，故此直接進攻，沒有聯絡後秦。不過，公孫表卻為劉虎擊敗，傷亡慘重。而拓跋嗣亦因而對公孫表十分不滿。
泰常七年（422年），北魏乘宋武帝劉裕去世而入侵南朝宋，公孫表及奚斤力主先攻滑臺（今河南滑縣）等城，拓跋嗣聽從公孫表等，於是以奚斤為都督，任命公孫表為吳兵將軍、廣州刺史，進軍南侵。不過，奚斤及公孫表等無法攻下滑臺，反求增兵，拓跋嗣於是大怒並責備他們，又領兵聲援奚斤，滑臺終告陷落。次年（423年），公孫表與奚斤進攻虎牢（今河南滎陽汜水鎮），守將毛德祖以地道進攻城外魏軍，魏軍死數百人並且被燒毀攻城器具，不過很快就重新集結，攻勢更加激烈。奚斤及後率兵進攻許昌（今河南許昌），留下圍攻虎牢的公孫表遂與出戰的毛德祖大戰，兩軍從早上打到傍晚，公孫表等到奚斤從許昌回兵而夾擊毛德祖，大敗對方，逼其再度嬰城自守。
毛德祖昔日與公孫表有交情，亦視有謀略的公孫表為一威脅，於是特意與其通訊，並派人告訴奚斤，聲稱公孫表與毛德祖通謀。而毛德祖亦在給公孫表的通訊中故意作些塗改，當公孫表將書信交給奚斤時，奚斤就懷疑是公孫表塗改以作隱暪，就報告拓跋嗣。公孫表與太史令王亮曾經同屬一營署，而經常輕薄侮辱王亮，王亮於是上奏認為公孫表置軍在虎牢以東並不據有形勢便利之地，所以才令到虎牢久久不下。拓跋嗣相信術數，又因之前對公孫表亦有所怨忿，於是命人乘夜到營帳中縊殺公孫表，享年六十四歲。

## 性格特徵
公孫表外和內忌，當時的人都看不起他。他曾與封愷交好，但就因封愷拒絕與其聯姻而怨恨他。至封愷捲入司馬國璠謀反一事時，拓跋嗣原想寛恕封愷，但因公孫表力陳其有罪，最終令封愷被誅。

## 家庭

### 子女
- 公孫軌，公孫表次子，封燕郡公，官至平南將軍、虎牢鎮將。
- 公孫質，尚書。

### 孫
- 公孫斌，公孫軌子，嗣爵，內部大官。
- 公孫叡，公孫軌子，官至南部尚書。
- 公孫邃，公孫質子，官至鎮東將軍、東夷校尉、青州刺史。

## 延伸阅读
[在维基数据编辑]
 《魏書·卷33》，出自魏收《魏书》
 《北史/卷027》，出自李延壽《北史》